# 昭和橋 (木津川)

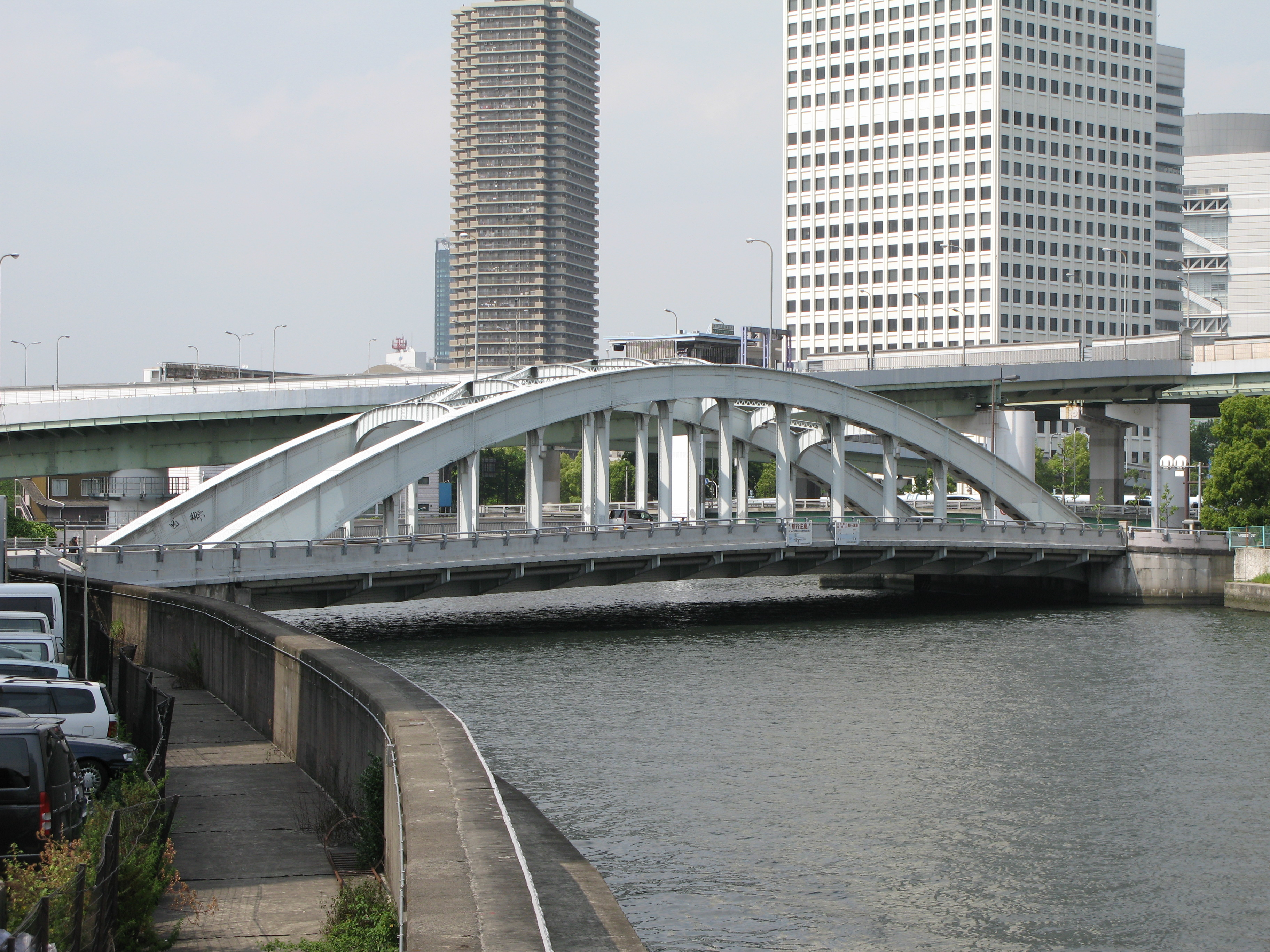
昭和橋（下流側から撮影）

昭和橋（しょうわばし）は、大阪市西区土佐堀と川口を結ぶ、木津川に架かる土佐堀通の橋。土佐堀川の終端部で木津川が分岐したすぐの場所に架かっている。

## 概要
1932年（昭和7年）に都市計画道路梅田九条線（土佐堀通）の一部として建設され、大阪市電の路線としても使用された。主橋部は支間長69mのタイドアーチとなっており、重量は1400トンを越えたため、架設は鋼製門型クレーンを特注して行われた。基礎は一帯が軟弱地盤であることを考慮に入れ、長さ25m程度のの木杭が両岸で1000本以上打ち込まれている。
付近は水流が複雑であり、当時は水運も行われていたため、支障の無いように一跨ぎする必要があった。また、橋が土佐堀通から川口地区へ渡るため、67度近く斜めになったアーチ橋という当時としては設計の難しい構造となった。
戦時前に完成したこともあり、今現在でも空襲での焼夷弾が当たった跡が確認できる。
- 橋長：82.8m
- 幅員：25.5m
- 形式：鋼アーチ
- 完成：1932年（昭和7年）